# NGC 971
NGC 971 је појединачна звезда у сазвежђу Троугао која се налази на NGC листи објеката дубоког неба.
Деклинација објекта је + 32° 58' 45" а ректасцензија 2h 34m 15,7s. Привидна величина (магнитуда) објекта NGC 971 износи 14,9.